# Касьянов, Владимир Тихонович
Владимир Тихонович Касья́нов (10 [22] марта 1888, Буйское, Вятская губерния — 28 августа 1952, Ленинград) — инженер и учёный в области электромашиностроения. Лауреат Сталинской премии первой степени.

## Биография
Родился 10 (22) марта 1888 года в селе Буйский Завод (ныне Буйское, Уржумский район, Кировская область). В 1902—1906 годах учился в Пермском реальном училище. За революционную деятельность в 1906 году арестован, приговорён к 2 годам 8 месяцам каторги с последующей ссылкой. Отбывал каторгу в Александровском централе Иркутской губернии, ссылку — в Преображенской волости той же губернии, где построил 13 ветряных и водяных мельниц.
С августа 1918 по 24 июня 1922 года работал электромонтёром депо Бодайбинской железной дороги (Лензолото).
В 1929 году окончил Ленинградский электротехнический институт, в котором учился по направлению от профсоюза горняков. Работал инженером по расчёту машин постоянного тока в КБ завода «Электросила» имени С. М. Кирова, во время войны — на заводе «Уралэлектроаппарат».
Одновременно с 1929 года преподавал в ЛЭТИ на кафедре электрических машин, с 1934 года доцент, с 1947 профессор.
Доктор технических наук (1945, без защиты диссертации).
Со времён блокады Ленинграда страдал прогрессирующим анкилозирующим артритом. Умер 28 августа 1952 года.

## Награды и премии
- Сталинская премия первой степени (1948) — за создание крупных электрических машин постоянного тока (участвовал в проектировании гидрогенераторов для крупнейших гидроэлектростанций).
- орден Трудового Красного Знамени (1945).
- медали